# هوارد لانج
هوارد لانج، من مواليد 20 مارس 1911، وتوفي بتاريخ 11 ديسمبر 1989، وهو ممثل سينمائي بريطاني، شارك بعدة أفلام، ومنها فيلم سجين زندا سنة 1937.